# コント55号の裏番組をぶっとばせ!
『コント55号の裏番組をぶっとばせ!』（コントごじゅうごごうのうらばんぐみをぶっとばせ）は、1969年4月27日から1970年3月29日まで日本テレビ系列局で放送されていた日本テレビ製作のバラエティ番組である。カラー放送。テレビ欄や雑誌には「コント55号！裏番組をブッ飛ばせ!!」と記されていた。

## 概要
その名の通り、当時高視聴率を記録していた裏番組・NHK大河ドラマ『天と地と』（NHK総合テレビ）を強く意識し、「日曜日の20時台に最も視聴率の取れる番組を作る」を基本テーマとした。コント55号を進行役に据え、萩本欽一が担当ディレクター役、坂上二郎が放送作家役の設定で開始した。元々「裏番組」という言葉は業界用語だったが、本番組がきっかけでこの言葉は一般的にも認知されるようになった。
「野球拳」のコーナーが有名で、進行役のコント55号自身も野球拳に参加していた。野球拳は本来愛媛県松山市に伝わる郷土芸能だが、この番組の野球拳とは、お座敷芸として広まったじゃんけんで負けた者が脱衣する変種であり、この番組の影響で野球拳といえば脱衣野球拳というイメージが定着した。詳細は野球拳の項を参照。
番組は好調で、1969年7月6日の放送で視聴率は29.3%を記録し、同日27.6%だった『天と地と』を初めて上回った。1969年10月には番組の最高視聴率である33.8%にまで達した。しかし、人気の高さから「子供が野球拳をマネする」などの苦情も相次ぎ、番組は1年間で終了した。
番組序盤に野末陳平による学校形式のコーナー「大学院大学」を、中盤に京唄子と鳳啓助によるチャンバラコントのコーナーを行うという構成で、ここではメインのコント55号は進行役に徹していた。大河ドラマが終わる20時45分頃から彼らがメインの「コント55号の野球拳」が始まり、そのままエンディングに入っていた。
番組は、1969年11月9日放送分をもって全ての内容を一新。視聴者参加型のゴーゴーダンスのコーナー、都家かつ江扮するPTA会長がゲスト芸人（正司敏江・玲児など）を「低俗だ」と批判するコーナー、会場の観客に対してあらゆる品を競りにかけるオークションのコーナーという構成に変更された。好評だった野球拳は別途『コント55号の野球ケン!!』として独立させ、1969年11月26日 - 1970年4月1日の間、水曜21時台に放送されたが、こちらも5か月で終了となった。

## 放送の経緯とその後の影響
- 番組立ち上げの際、プロデューサーの細野邦彦が「今までで一番面白いコント55号の番組を作る。俺の言うとおりにやれ」と言ったため、萩本は驚いた。ただし、細野は当時極めて多忙だった55号に仮眠の時間を与えるなどの配慮をしており、萩本は著書で細野のことを印象に残るテレビ業界人の1人に挙げている。また低俗番組として叩かれた際、細野が「俺はそれでもこの勝負に勝ちたい」と萩本らに意気込みを語ったところ、萩本もその心意気に感じ入り「ついていこう」と思うようになったという。
- 放送開始時点では日曜20時台は大河ドラマが視聴率1位を独走しており、民放の番組はどこも引き離され続けていたため、上記のとおりその現状を変えようとの意気込みからタイトルが決まった。編成会議の際に、プロデューサーの細野は「当時はテレビ番組でのお色気表現が厳しかったため、野球拳と説明しても企画がすんなり通るとは思えない」との理由から、滑舌を悪くしわざと聞き取れないように説明したという（後年放送された『ダウンタウンのバラエティ50年史』より[信頼性要検証]）。
- 制作陣はフジテレビ系列『コント55号の世界は笑う』でのコント55号のコントシーンをストップウォッチ片手に研究し、コントで笑いが何分持つかを計算。その結果、コントシーンで笑いが持つ時間が週ごとに短縮している事実が判明し、徹夜でそれに代わる番組の目玉を模索。行き着いた先が「野球拳」だった。
- 萩本欽一はこの番組を「最も嫌いな番組」としている。PTAから「俗悪番組」の槍玉に挙げられたことも理由だが、55号本来の芸であるコントによる笑いで勝負させてもらえず、「野球拳」という安易な企画で視聴率を取ろうとする姿勢に納得がいかなかったという。この番組では萩本の意見が一つも通らなかったという。
- 坂上二郎は、乗り切れなかった萩本と反対にこの番組で脚光を浴びた。自身も乗り気で参加し、代表作の一つに挙げている。また、後年ダウンタウン司会の大晦日特別番組『ダウンタウンの裏番組をブッ飛ばせ!!』としてリメイクされた際、審査委員長として出演した。
- 坂上の子供が大きくなりこの番組のために学校でいじめられるようになったことから、自ら降板を申し出て番組が終わったと、後年坂上が語っている。
- 野球拳で脱いだ衣裳はその場でオークションにかけられた。この収益金は交通遺児のために全額寄付されることになっており、エンディングで交通遺児の苦悩などを紹介しながら広く募金を呼びかけ、視聴者から寄せられた一円玉の詰まった小瓶なども紹介されていた。低俗番組のレッテルを貼られていたが、1978年放送開始の『24時間テレビ 「愛は地球を救う」』に先立つチャリティー番組の要素も併せ持っていた。
- 今では普通となっている出演者のバックにある美術セットの客席は、この番組から誕生した。
- 全国に「野球拳」の名が広く知られる要因となった。ただし、前述のように「野球拳」は元来愛媛県松山市の郷土芸能だが、番組では「脱衣する」ルールで行ったため、視聴者に野球拳が誤ったイメージで伝わる結果となった。誤解が広まったことに責任を感じていた萩本は、2005年に松山市を訪れた際にその意思を伝え、郷土芸能の関係者に詫びたという。
- 終了以来、24年後となる1994年までテレビで野球拳企画が放送されることはなかった。同年の大晦日、上述の『ダウンタウンの裏番組をブッ飛ばせ!!』で復活したが、スポンサーなどから苦情が多かった。
- 1969年7月2日、相模原市民会館で行われた収録を相模原市の教育関係者らが視察。小山ルミが水着姿になり、子供たちもがセリに参加しているのを見て市長にクレームを入れた。相模原市民会館での収録は、同年10月9日にも行うことが予定されていたが、市側が会場使用を断った。また、同年6月11日、府中市民会館で行われた収録では、放映時に中学校の校長が女性タレントの下着を買っている自校生徒を確認して市側に問題提起。以降、府中市民会館での収録には「小学生をセリの舞台に上げないこと」とする条件が附せられた[2]。

## エピソード
- 山本リンダは18歳の時に野球拳に参加した。リンダはじゃんけんに負け続けたために下着以外に着る服が無くなってしまい、口マークのついたハンカチをオークションにかけている。この時の映像は後年テレビで放映された。
- お色気路線だった頃のちあきなおみは野球拳にたびたび出演し、ギブアップのブラジャーとパンティになるという体を張った収録もこなした。しかし、千葉での公開収録にて収録後、スターを前に興奮した観客に囲まれ、握手にサインにともみくちゃにされる中どさくさにまぎれて痴漢行為を受けた（後の収録現場のような警備は敷かれていなかった）。
- 村田英雄記念館には野球拳コーナーと思われる写真が飾られている（コント55号・村田・水着（下着?）姿の女性が写っている）。
- 野球拳は下着まででギブアップ（女性は大抵ブラジャーにパンティ、あるいはパンティ一枚）するのが通例だが、中にはパンティも脱いで全裸になる女性もいた。
- 野球拳では最初は坂上が脱ぐ役、萩本が脱いだ服を競りに出す役と分担されていたが、後に両者が双方を務めるようになった。萩本曰く「この番組が低俗だとか俗悪だとかいわれるのは、（坂上）二郎さんが脱ぐからです！二郎さんが脱ぐから低俗だとか俗悪だとか言われる！」から変更したとのことだが、低俗・俗悪のイメージに変化は無かった。また、番組に寄せられた苦情のハガキを萩本が紹介した際、「二郎さんの裸はもう飽きた」と書かれたハガキが紹介され、それが原因になった可能性もある。
- 番組終了後、野球拳がテレビに全く登場しなかったわけではない。1988年10月放送のテレビドラマ『意地悪ばあさん』スペシャルで、空き巣を発見したばあさん（青島幸男）がその空き巣男（石倉三郎）に、野球拳（1回勝負）で勝ったら盗もうとしていたものを全部あげるという勝負を仕掛け、その結果空き巣男が負けて全裸にされるという場面があった。これは長谷川町子の原作漫画から採られている。漫画の連載中に本番組が放送されており、『いじわるばあさん』の原作には本番組が再三登場している。
- 他にも、本番組放送中には漫画やアニメに野球拳が登場する事があり、原作版『天才バカボン』の「秋ふかしイモをふかしてヘをふかしなのだ」では、肉屋の仕切りでバカボンのパパと本官さんが「『裏番組をぶっとばせ!』をやるのだ」と言って野球拳をやり、パパが「○円やるぞ！」と言いながらグーを出すと、金に弱い本官さんは「ちょうだい！」と言いながらパーを出して連戦連敗となり、とうとう本官さんは全裸になるというものだった。この話は後に、奇しくも日本テレビで放送された『元祖天才バカボン』でアニメ化された（第9回Bパート「秋はふかしイモをやくのだ」）。またアニメ『ハクション大魔王』第26回Aパート「ブル公追出し作戦の話」では、魔王とブル公が見ているテレビに本番組が映され、それを真似て魔王とブル公が野球拳をやるというものだった[3]。なおこの番組は「ジャンケンゲーム」となっており、出演者は55号ではなく別キャラ、そして番組自体は昼間に放送されていた（本番組は夜間）。

## 放送時間
いずれも日本標準時。
- 日曜 20:00 - 20:56 （1969年4月27日 - 1970年1月11日）
- 日曜 19:00 - 19:56 （1970年1月18日 - 1970年3月29日） - テレビドラマ『姿三四郎』の放送開始に伴い、以後は1時間繰り上げて放送。

## 放送局
時差ネット局も含む。系列は放送当時のものを記載。
| 放送対象地域 | 放送局         | 系列                                  | 備考                                                                   |
| ------------ | -------------- | ------------------------------------- | ---------------------------------------------------------------------- |
| 関東広域圏   | 日本テレビ     | 日本テレビ系列                        | 製作局                                                                 |
| 北海道       | 札幌テレビ     | 日本テレビ系列 フジテレビ系列         |                                                                        |
| 青森県       | 青森放送       | 日本テレビ系列                        |                                                                        |
| 岩手県       | 岩手放送       | TBS系列                               | 現・IBC岩手放送、1969年11月まで                                        |
| 岩手県       | テレビ岩手     | 日本テレビ系列 NET系列                | 1969年12月の開局時から                                                 |
| 宮城県       | 仙台放送       | 日本テレビ系列 フジテレビ系列         |                                                                        |
| 秋田県       | 秋田放送       | 日本テレビ系列                        |                                                                        |
| 山形県       | 山形放送       | 日本テレビ系列                        |                                                                        |
| 山梨県       | 山梨放送       | 日本テレビ系列                        |                                                                        |
| 新潟県       | 新潟総合テレビ | フジテレビ系列 日本テレビ系列 NET系列 | 現・NST新潟総合テレビ。 20時台の時は同時ネット。19時台の時は未ネット。 |
| 長野県       | 信越放送       | TBS系列                               |                                                                        |
| 静岡県       | 静岡放送       | TBS系列                               |                                                                        |
| 富山県       | 北日本放送     | 日本テレビ系列                        |                                                                        |
| 石川県       | 北陸放送       | TBS系列                               |                                                                        |
| 福井県       | 福井放送       | 日本テレビ系列                        |                                                                        |
| 中京広域圏   | 名古屋放送     | 日本テレビ系列 NET系列                | 現・名古屋テレビ放送                                                   |
| 近畿広域圏   | 読売テレビ     | 日本テレビ系列                        |                                                                        |
| 鳥取県       | 日本海テレビ   | 日本テレビ系列                        | 当時の放送対象地域は鳥取県のみ                                         |
| 広島県       | 広島テレビ     | 日本テレビ系列 フジテレビ系列         |                                                                        |
| 山口県       | 山口放送       | 日本テレビ系列                        |                                                                        |
| 徳島県       | 四国放送       | 日本テレビ系列                        |                                                                        |
| 香川県       | 西日本放送     | 日本テレビ系列                        | 当時の放送対象地域は香川県のみ                                         |
| 愛媛県       | 南海放送       | 日本テレビ系列                        |                                                                        |
| 高知県       | 高知放送       | 日本テレビ系列                        |                                                                        |
| 福岡県       | 福岡放送       | 日本テレビ系列                        |                                                                        |
| 長崎県       | テレビ長崎     | フジテレビ系列 日本テレビ系列         |                                                                        |
| 熊本県       | 熊本放送       | TBS系列                               |                                                                        |
| 鹿児島県     | 鹿児島テレビ   | フジテレビ系列 日本テレビ系列 NET系列 |                                                                        |
| 琉球政府     | 琉球放送       | TBS系列                               | 当時はアメリカ合衆国の統治下                                           |

このほか、テレビ大分が1970年1月から3か月間だけ放送。また、テレビ宮崎が開局前のサービス放送で最終回のみを放送した。